# Ammina deidrogenasi
La ammina deidrogenasi è un enzima appartenente alla classe delle ossidoreduttasi, che catalizza la seguente reazione:
RCH2NH2 + H2O + accettore ⇄ RCHO + NH3 + accettore ridotto
L'enzima è una chinoproteina.